# 长泰寺 (北京)
长泰寺是位于中国北京市西城区五路通街以北的一座藏传佛教格鲁派寺院。现已无存。

## 历史
长泰寺位于德胜门外下关，即今五路通街以北。
《钦定日下旧闻考·卷一百七·郊垧北一》载：
増：宏慈寺北有长泰寺。（《五城寺院册》）臣等谨按：长泰寺，俗名火神庙，本朝初年所建。有碑二，无字。其旧址不可考。殿内磬一，明万历乙未年造；垆一，天启五年造。钟楼有铜钟一，万历己酉年造。
清朝时期，长泰寺是理藩院管理的藏传佛教寺院之一。
释妙舟《蒙藏佛教史》载，“长泰寺。在得胜门外下关，修于明末，李自成入京驻于寺内。殆清世祖入关，闻之怒，不之修。旧有殿宇三进，现均圮为平地矣。山门之外有古牌楼一座，闻系建于清之乾隆时。第三进大殿之后有房三间，为寺之喇嘛住所。昔有喇嘛三十余人。今额定喇嘛七名。”直到1940年代，该寺仍为喇嘛庙，开展佛事活动。